# نادي المجرة
نادي المجرة، نادي كرة قدم سعودي من الأندية الخاصة في مدينة مكة المكرمة  في منطقة مكة المكرمة، تأسس في عام 2021 م, برئاسة الاستاذ اياد محمد حسين شارك لأول مرة في موسم 2024-2025 في مصاف اندية دوري الدرجة الرابعة السعودي لكرة القدم كما لديه جميع الفئات السنية من 7 سنوات الى الفريق الاول ويعتبر اول نادي خاص في مكة المكرمة وثالث الاندية الرياضية .